# 5,6,7,8-テトラヒドロキノリン
5,6,7,8-テトラヒドロキノリン（英: 5,6,7,8-Tetrahydroquinoline）は、化学式C9H11Nで表される複素環式化合物の一種。ベンゼン環とピリジン環が一辺を共有して縮合したキノリンのうち、ベンゼン環が飽和水素結合した構造である。

## 用途
医薬品や農薬の合成中間体となる。

## 合成
キノリンを卑金属触媒で水素化して得た1,2,3,4-テトラヒドロキノリンを、貴金属触媒で異性化して得られる。九州大学の実験で、PhTRAP-ルテニウム錯体を不斉触媒として、2-フェニルキノリンのうちピリジン環を水素化して2-フェニル-1,2,3,4-テトラヒドロキノリンを得ようとしたところ、ベンゼン環が選択的に水素化され、2-フェニル-5,6,7,8-テトラヒドロキノリンが93%の収率で得られた。

## 安全性
引火点は86℃で、日本の消防法では危険物第4類第3石油類（非水溶性）に区分される